# 미스터 빈
미스터 빈(Mr. Bean)은 로언 앳킨슨이 연기한 "미스터 빈"을 주인공으로 한 에피소드당 25분이 걸리는 14편으로 이루어진 영국 코미디 TV 프로그램 시리즈이다. 마지막 에피소드 "Hair by Mr. Bean of London"이 1995년 11월 15일에 방영되었다.

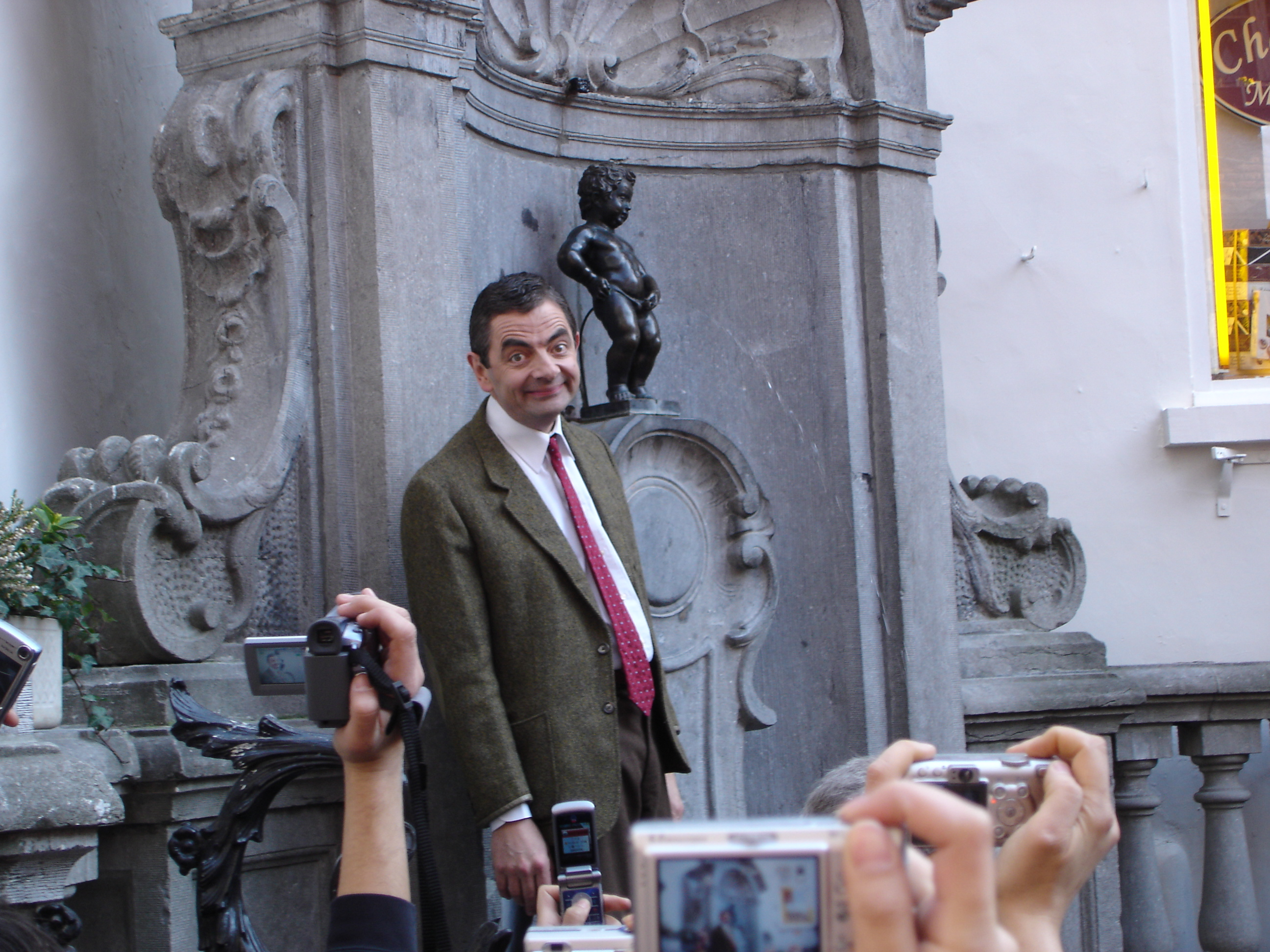

영상에서 미스터 빈은 1977년형 클래식 미니 쿠퍼를 가지고 있으며 11편 "Back to School Mr. Bean"에서 부서진다. 그 장면에서 미스터 빈은 아끼는 자물통 한 개를 구하여 웃음을 자아낸 적이 있다. 하지만 그후로도 차는 계속 등장한다. 1편 "Mr. Bean"등 초반에는 빨간색 차가 나오고 중반 이후로 초록색 미니 쿠퍼가 등장한다.
미스터 빈은 아끼는 곰인형이 있는데, 11편 이후로 드물게 나온다. '테디'라고 불리는 곰인형은 8편 "Mr. Bean in Room 426"에서 미스터 빈의 실수로 목이 잘린 적이 있다.
미스터 빈은 말을 거의 하지 않는데, 보통 꼭 말이 필요한 상황에서만 말을 한다. 미스터 빈은 목소리로 웃음을 자아내기도 한다.

## 미스터 빈 방영 목록
1편-14편(15편 "The Best Bits of Mr. Bean"제외)
1편 "Mr. Bean" "미스터 빈"
2편 "The Return of Mr. Bean" "미스터 빈의 귀환"
3편 "The Curse of Mr. Bean" "미스터 빈의 저주"
4편 "Mr. Bean Goes to Town" "미스터 빈, 도시에 가다"
5편 "The Trouble with Mr. Bean" "미스터 빈의 문제"
6편 "Mr. Bean Rides Again" "미스터 빈, 다시 타다"
7편 "Merry Christmas, Mr. Bean" "메리 크리스마스, 미스터 빈!"
8편 "Mr. Bean in Room 426" "426번 방에서의 미스터 빈"
9편 "Do-It-Yourself Mr. Bean" "스스로 해라, 미스터 빈"
10편 "Mind the Baby, Mr. Bean" "아기를 조심해라, 미스터 빈!"
11편 "Back to School Mr. Bean" "미스터 빈, 다시 학교로"
12편 "Tee Off, Mr. Bean" "티숏을 쳐라, 미스터 빈"
13편"Goodnight Mr. Bean" "잘 자, 미스터 빈"
14편 "Hair by Mr. Bean of London" "런던에서의 미스터 빈의 머리 자르기"

## 갤러리

2011년의 미스터 빈
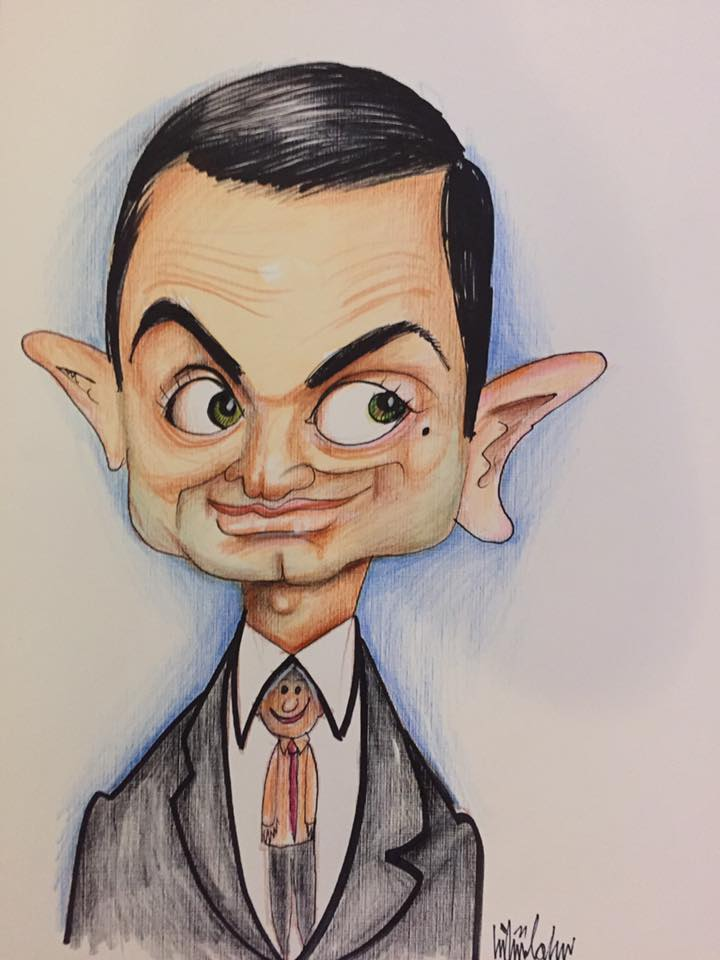
만화의 미스터 빈

## 같이 보기
- 파티 (1968년 영화)